# Zimmermannsspruch

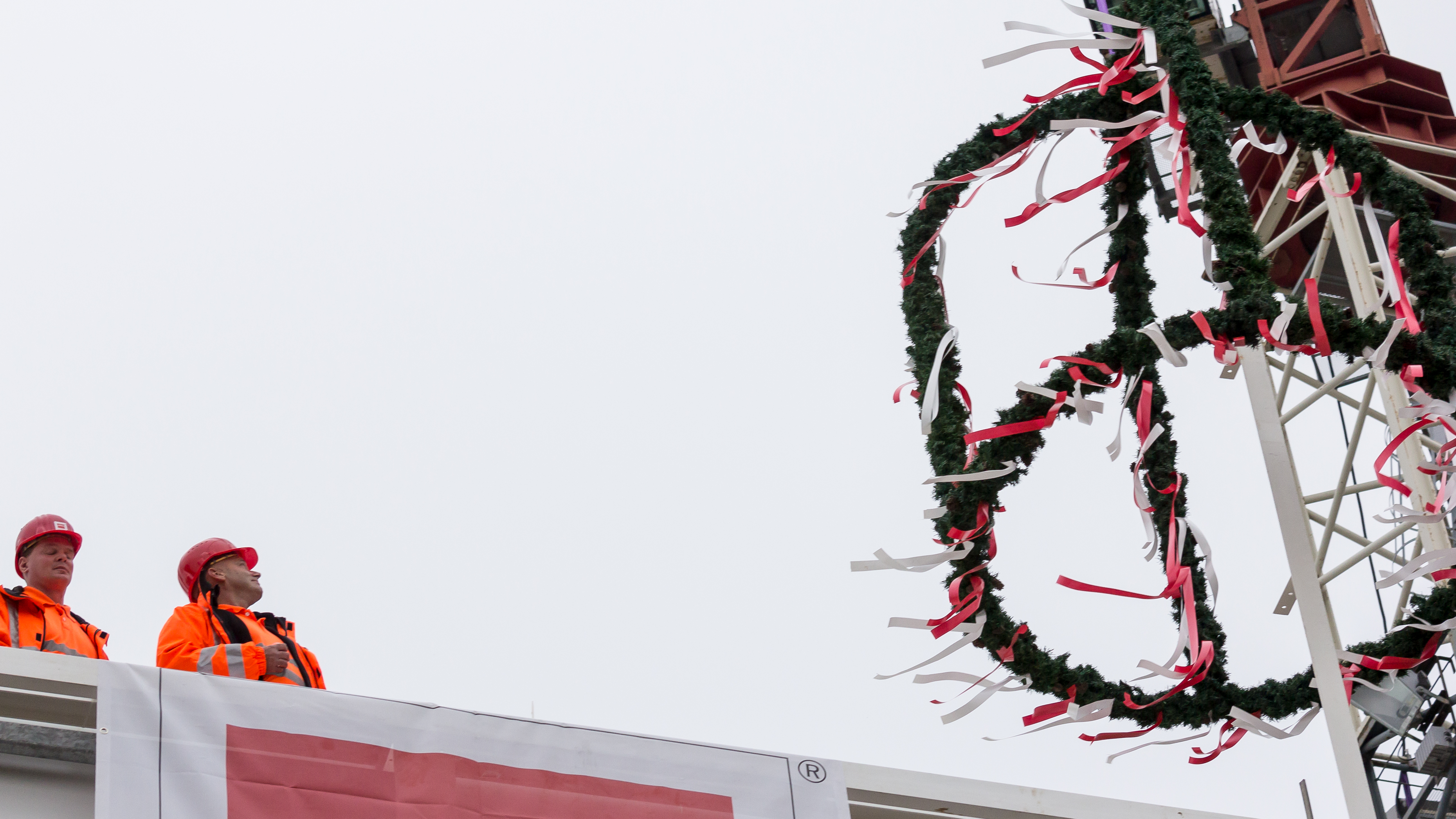
Bauarbeiter sprechen den Richtspruch zum Richtfest des ICE-Instandhaltungswerkes Köln-Nippes

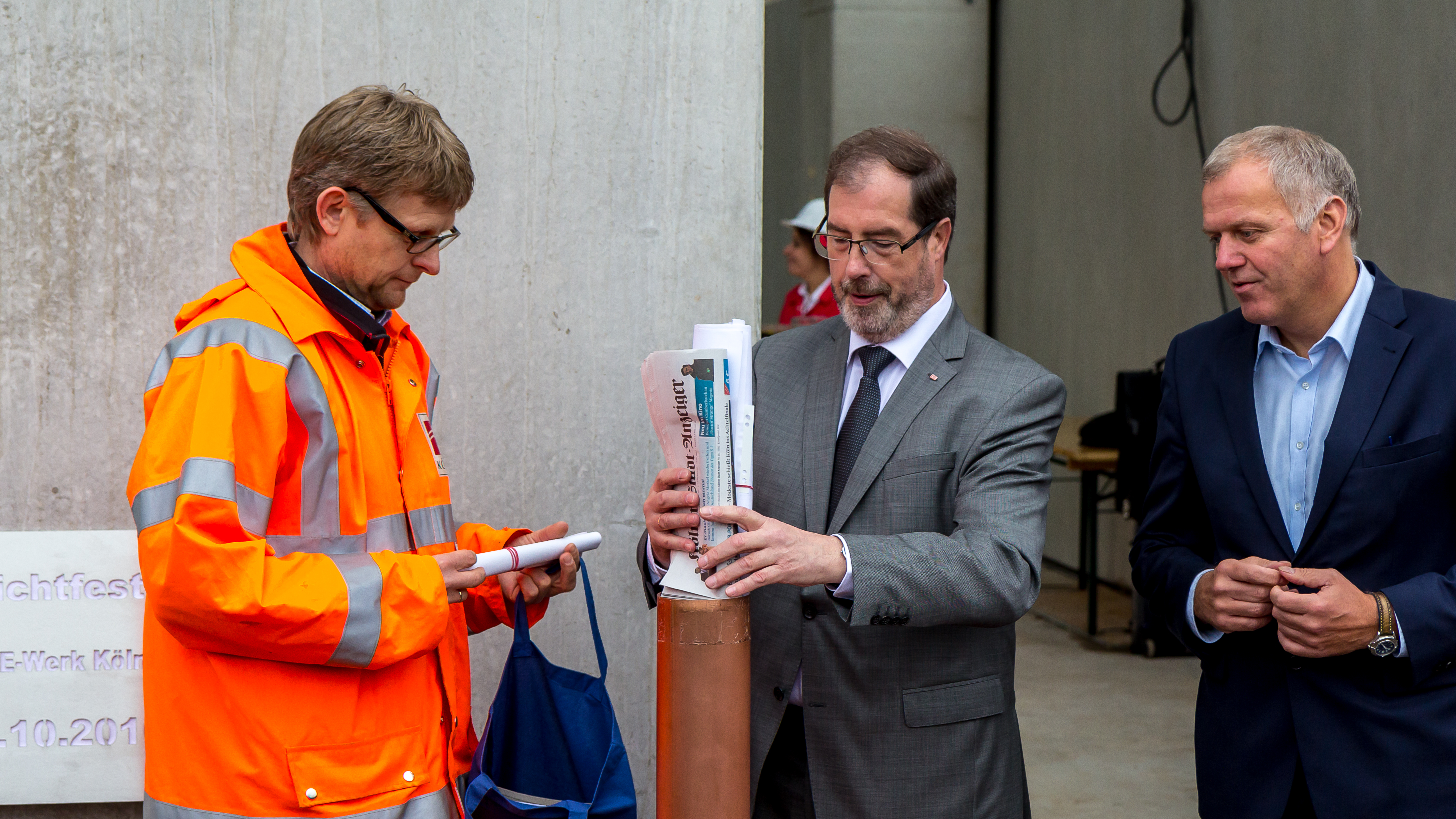
Eine Kupferröhre wird mit Tageszeitung, Bauplänen und einer Münze befüllt …

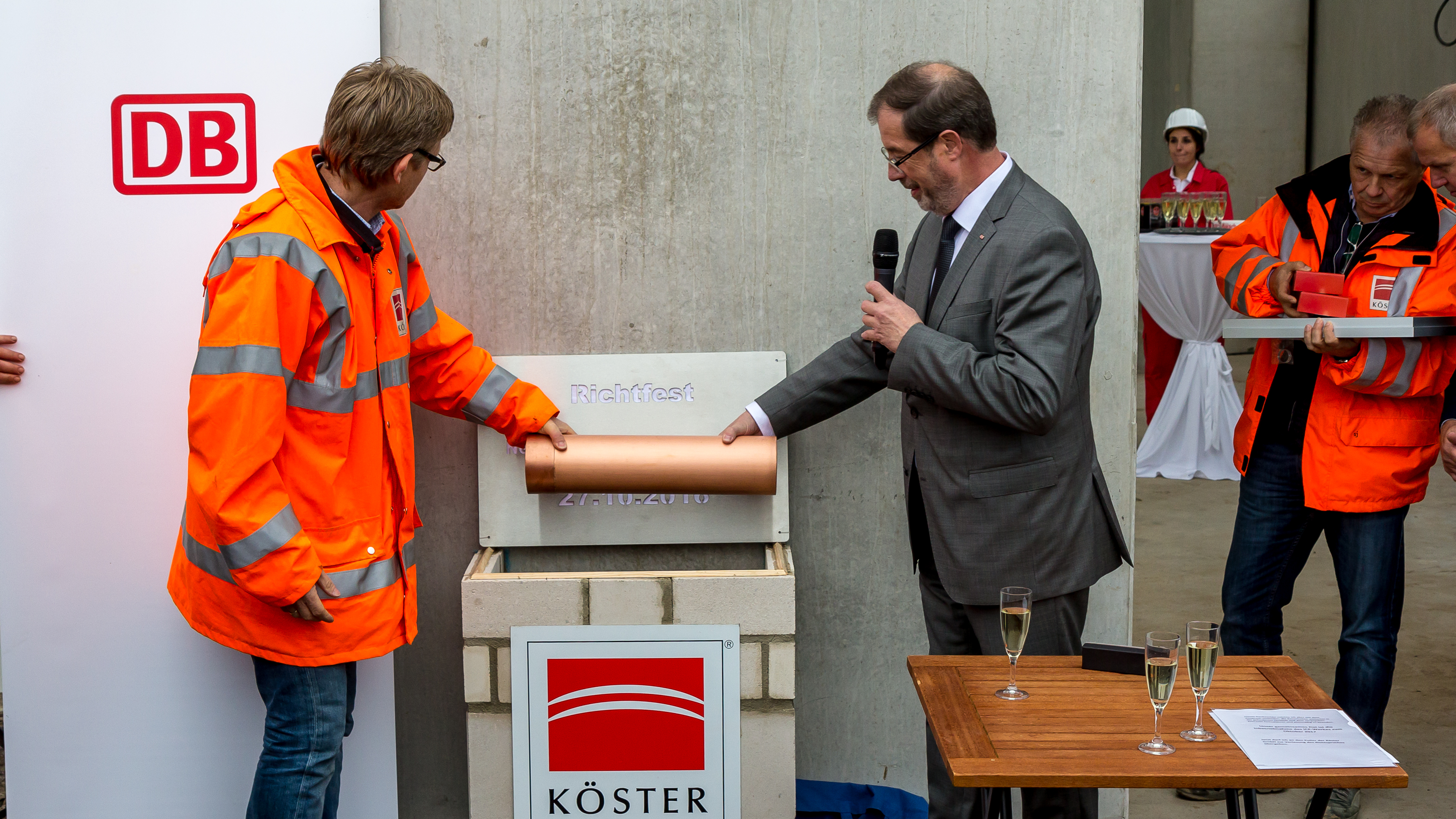
… und dann in den Grundstein gelegt

Als Zimmermannssprüche, Richtsprüche oder Kranzreden bezeichnet man feierliche Reden anlässlich der Fertigstellung eines Hausbaus.
Wie die Grundsteinlegung eines Gebäudes, so wird auch die Vollendung desselben im Rohbau durch einen feierlichen Akt begangen, der sich gewöhnlich an die Aufrichtung des hölzernen Dachgerüstes knüpft und daher im Volksmund das Richtfest des Hauses genannt wird.
Bei diesem Richten wird der höchste Dachfirst mit grünem Schmuck, sei es in Form einer Krone oder eines grünen, mit farbigen Bändern geschmückten Bäumchens oder mit Kränzen, verziert; der Bauleiter, der Zimmermann oder der Maurerpolier hält dabei eine feierliche Rede zur Weihe des Hauses; diese wird auch als Kranzrede bezeichnet. Bei diesem Anlass werden alle am Bau beschäftigten Personen festlich bewirtet.
Bei öffentlichen und namentlich kirchlichen Gebäuden werden auch wohl ebenso wie in den Grundstein Dokumente, Münzen, Denkzeichen aller Art in den Turmknopf eingeschlossen. Die Sitte erinnert an den Schmuck der Dachfirste oder des Giebels mit schützenden Emblemen, sei es der gekreuzten Pferdeköpfe in deutschen und wendischen Ländern, welche als seuchenabwehrend galten, des Donnerbesens in den Vierlanden als Wetterbannung, des Hahns auf der Wetterfahne als Symbols der Wachsamkeit, des an den Giebel oder auf die Schwelle genagelten Hufeisens als Schutzmittel.
Den Sinn aller dieser Maßregeln, die Beschützung des Hauses und seiner Bewohner vor Blitz-, Feuer-, Seuchen- und anderer Gefahr, fasst der oft in gebundener Rede von oben gehaltene Zimmermannsspruch in kurzer, kerniger Form zu einem Segensspruch für das neue Haus und alle seine Bewohner zusammen.

## Beispiele
„Die Feierstunde hat geschlagen, es ruhe die geübte Hand.

Nach harten arbeitsreichen Tagen grüßt stolz der Richtbaum nun ins Land.

Und stolz und froh ist jeder heute, der tüchtig mit am Werk gebaut.

Es waren wackre Handwerksleute, die fest auf ihre Kunst vertraut.

Drum wünsche ich, so gut ich’s kann, so kräftig wie ein Zimmermann,

mit stolz empor gehobnem Blick dem neuen Hause recht viel Glück.

Wir bitten Gott, der in Gefahren uns allezeit so treu bewahrt,

er möge das Bauwerk hier bewahren vor Not und Schaden aller Art.“
„Nun nehme ich froh das Glas zur Hand,

gefüllt mit Sekt bis an den Rand,

und mit dem feurigen Saft der Reben

will jedermann die ehr ich geben,

wie sich nach altem Brauch gebührt,

wenn so ein Bau ist ausgeführt.

Das erste Glas der Bauherrschaft:

Glück soll sein in diesem Haus!

Die Eintracht fliehe nie daraus!

Der Tod kehrt nur ganz selten ein.

Der Storch, der soll hier Stammgast sein.

Dem Bauherrn und seiner Frau daneben ein dreifach hoch!

sie sollen leben. hoch, hoch, hoch!

Und noch ein Hoch den Maurern und Zimmerleuten,

durch deren Kraft der Bau erstand.

Hoch sollen sie leben, hoch, hoch, hoch!

Dann will ich mein' Spruch beenden, es lebe hoch die Bauherrschaft!

Mein Trunk sei diesem Haus geweiht, es stehe fest in Ewigkeit!“
„Mit Gunst und Verlaub,

meine Damen und Herren!

Nun hat der Bau sich hier erhoben,

Nicht riesig zwar, doch auch nicht klein,

Das Werk mag seinen Meister loben,

Die Bauleut’ soll’n gepriesen sein.

Nach altem Brauch greif ich zum Glas

Und werd’ für sie die Stimme heben.

Denn jeder beißt einmal ins Gras,

Drum lasst sie heute alle leben!

Wem oft der Schweiß die Stirn benetzte

Wer klaglos Stein und Mörtel trug,

Wer Mauersteine wohl versetzte,

Wer Balken schleppte, Zapfen schlug,

Wer schaufelte und motorsägte,

Mit Flex und Bagger stundenlang

Sich auf dem Bauplatz hier bewegte,

dem gelte unser Lobgesang!

Normalerweise ist es Brauch,

An einem solchen frohen Tage

Zu trinken auf den Bauherrn auch

Und seine Frau, gar keine Frage.

Allein – es gibt gar keinen Herrn,

Der Chef am Aschergraben wär’.

Das soll uns aber gar nicht stör‘n:

Wir trinken auf die GbR!

Viel Glück und Heil und Gottes Segen

Dem Waldhotel, das hier gedeiht,

Wo Zimmermädchen bald sich regen,

Wo heut noch zimmern Zimmerleut!

So schütze der allmächt’ge Gott

Das Haus und die, die darin wohnen:

Vor Krankheit, Brand und Wassersnot

Mög’ er sie alle stets verschonen.

Beim Wandern, Skifahr’n und im Haus:

Wo unsre Gäste Freude haben,

Da bleibe Pech und Unglück aus

Im Waldhotel am Aschergraben!

Das Glas zerschmettere im Grund,

geweiht sei dieses Haus zur Stund“